# Olaf I de Dinamarca
Olaf I de Dinamarca (danés Oluf 1. Hunger) (1052-18 de agosto de 1095). Rey de Dinamarca (1086-1095), sucediendo a su hermano Canuto el Santo. Fue el tercer hijo del rey Svend II. Olaf I se casó con Ingegerd Haraldsdatter, princesa de Noruega. Olaf I no tuvo hijos, por ello cuando muere en 1095 es sucedido por su hermano Erico I.
Olaf murió el 18 de agosto de 1095 en extrañas circunstancias. Algunos especulan que puede haberse suicidado o que fue sacrificado en nombre de su pueblo. Saxo Grammaticus escribe que: "se entregó voluntariamente para perder la mala suerte de las tierras y pidió que toda ésta (culpa) cayera sólo sobre su cabeza. Así que él ofreció su vida por sus compatriotas." Él es el único monarca danés cuyo sitio de entierro se desconoce. Se ha postulado que su cuerpo fue dividido entre las regiones de Dinamarca, para quitar la culpa de sangre de su pueblo y restaurar su destino anterior.